# Nakke
Nakken er den bagerste del af halsen.
Undertider bruges ordet også om den øverste del af ryggen og om forsiden af halsen.